# Mroczno
Mroczno (Duits: Moschen) is een plaats in het Poolse district  Nowomiejski, woiwodschap Ermland-Mazurië. De plaats maakt deel uit van de gemeente Grodziczno en telt 1169 inwoners.